# Australorp

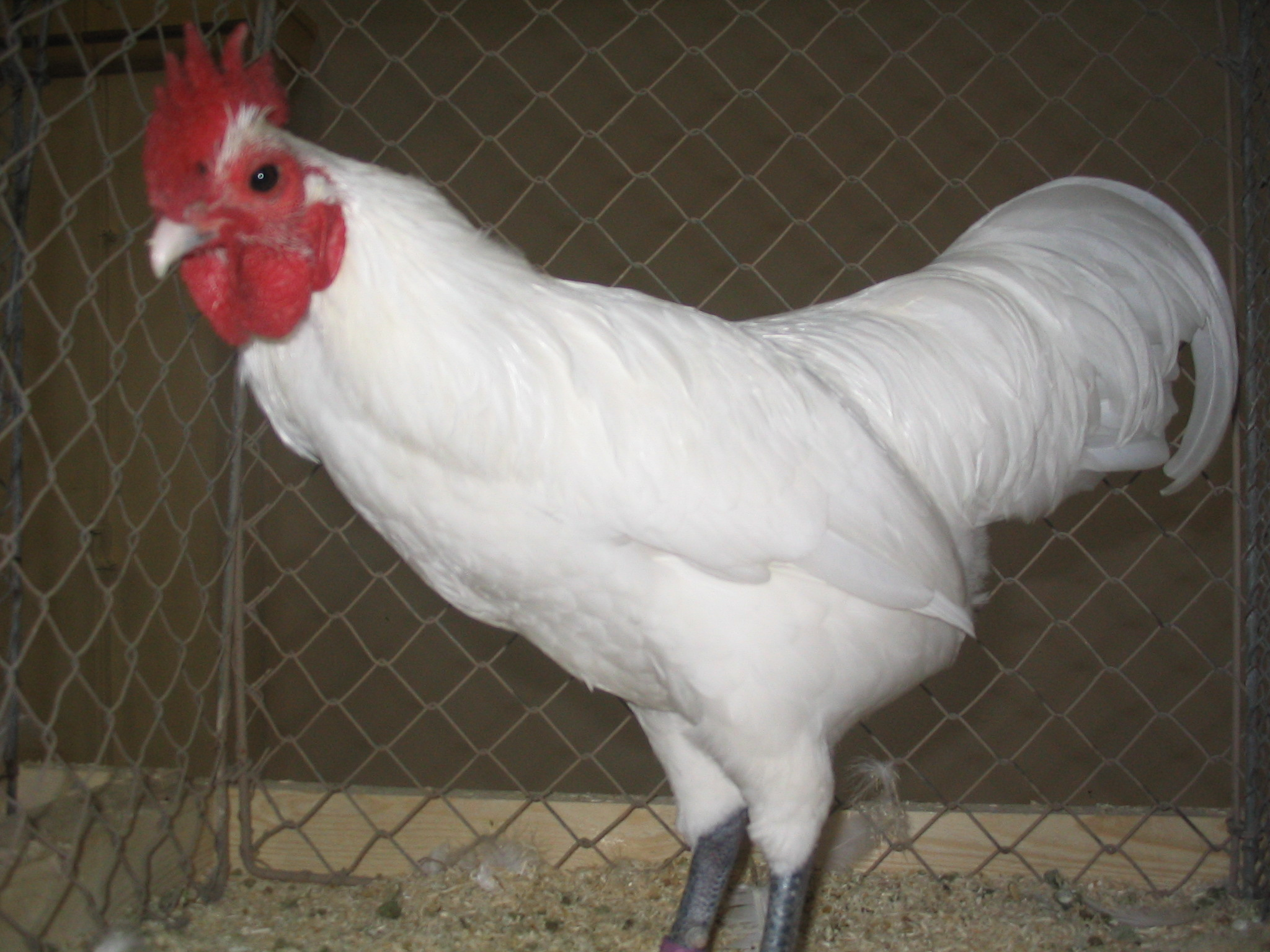
Australorp, vit tupp

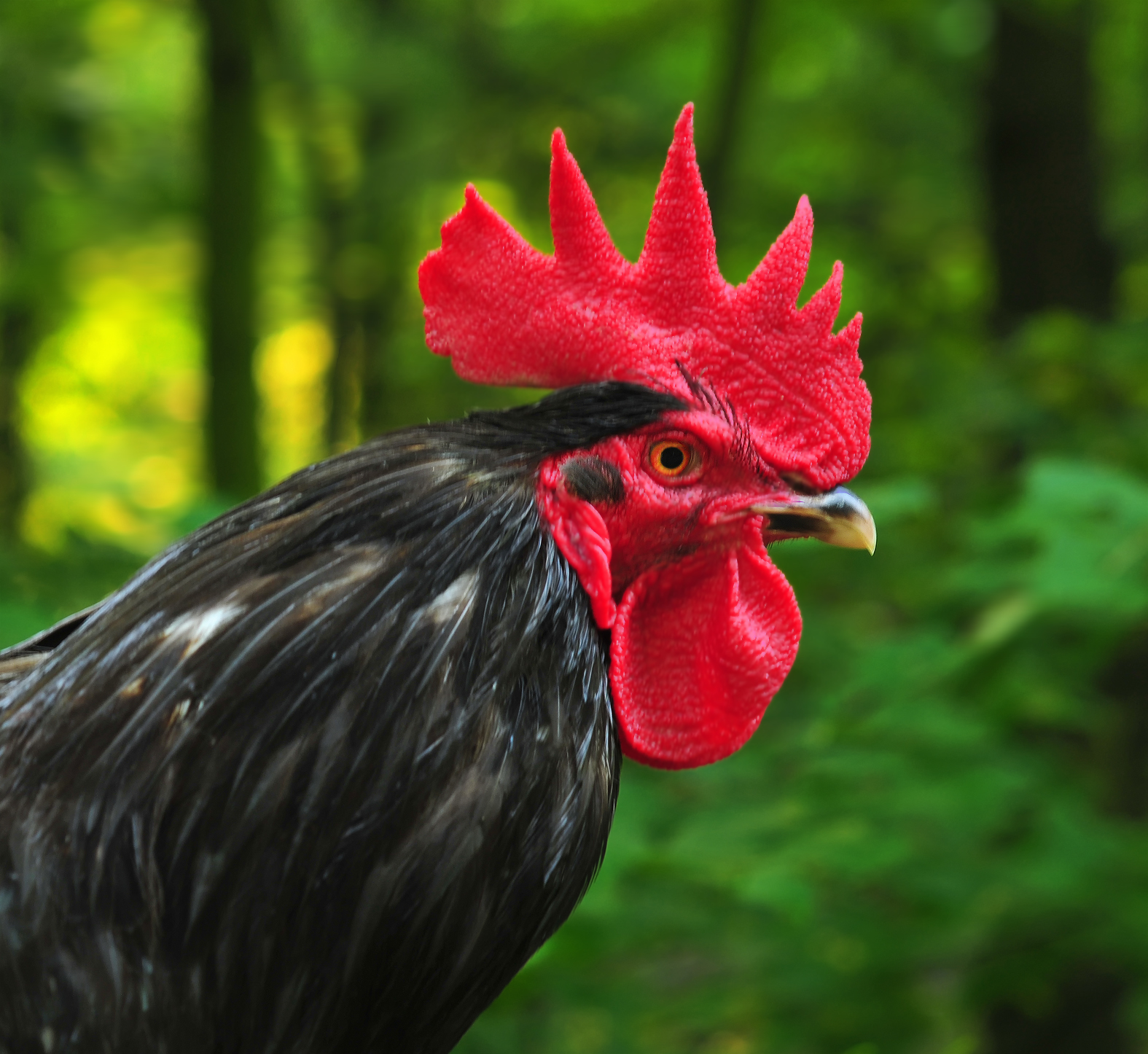
En svart australorp

Australorp är en tung hönsras som framavlats från bland annat svart orpington. Rasen, som härstammar från Australien, kom till Sverige på 1940-talet och kallades först för australiensisk svart orpington. En dvärgvariant av australorp kommer från Tyskland.
Rasen är både en bra köttras och en god värpras. Den förekommer i tre färgvarianter, blå kanttecknad, svart och vit. En höna väger omkring 2,5 kilogram och en tupp väger omkring 3,5 kilogram. För dvärgvarianten är vikten för en höna runt 800 gram och för en tupp 1 kilogram. Äggen har ljusbrun skalfärg. En höna av stor ras värper ägg som väger ungefär 55 gram och dvärgvariantens ägg väger ungefär 35 gram.
Hönornas ruvlust är inte så stark, men ibland kan de vara villiga att ruva fram kycklingar. Hönorna är dock vanligen mindre bra på att se efter avkomman. Kycklingarna av australorp är snabbvuxna och blir fullt befjädrade tidigt.

## Färger
- Blå kanttecknad
- Svart
- Vit